# مسجد أغاديس
مسجد أغاديس هو مسجد بارز في مدينة أغاديس عاصمة منطقة أغاديس في النيجر، بني المسجد من الطين، وتم بناؤه في الأصلا في عام 1515، ثم أعيد بنائه في عام 1844، تمثل منارة ومئذنة المسجد المرتفعه فوق الصحراء بأكثر من 27 متر علامة بارزه في المدينة.

## الهيكل
مواد البناء مثل الخشب والاسمنت وحجر البناء تتوفر بشكل نادرا في الصحراء، ليس هناك ما يكفي من الاخشاب أو وقود آخر لصنع طوب مناسبة، ومع ذلك هناك وجد بنائي مسجد أغاديس حل لكل مشكلة، تتكون المباني في المدن الصحراوية الصحراء من المواد المحلية وهي الطين والقش والحصى، وهذا المزيج يجف مع أشعة الشمس، وعليه تم خلق مادة قوية إلى حد ما تسمى بانكو وهو نوع من طين، مواد البناء المحددة وأساليب البناء وأعمال الصيانة حددت شكال بناء المسجد، المباني يحتاج صيانة في كثير من الأحيان بسبب الرياح والمطر الذي أحيانا يرتد أسفل الجدران، وأبراج المسجد الطويلة تحتاج تركيب سقالات لكل إصلاح، وقد استطاع الطوارق حلل هذه المشاكل ببراعة، فقد بنو البرج وجعلوه بحد ذاته يحتوي على سقالات وهي عوارض خشبية تخرج من جدران البرج.

## التاريخ

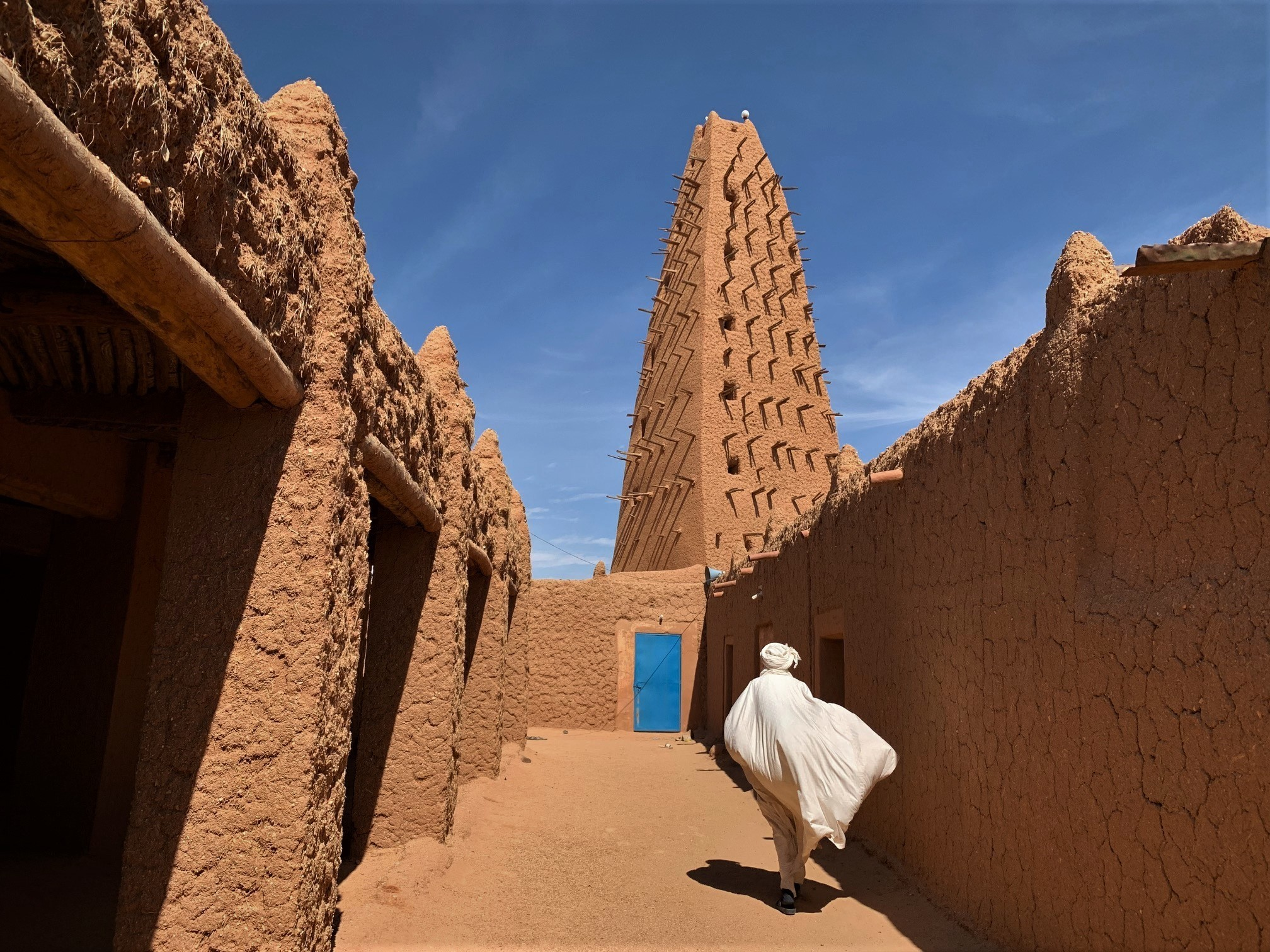
مسجد أغاديس، 2020

مسجد أغاديز هو الضريح المركزي في المدينة، وقد بدأت مدينة أغاديس بالتطور في القرن الحادي عشر والقرن الرابع عشر الميلادي، وفيها بنيت مقر إقامة السلطان في أغاديس زعيم الطوارق المحليين، وكانت المدينة مركزا تجاريا هاما وأيضا مركزا للتعليم، وقد بني مسجد أغاديس في عام 1515، عندما تم الاستيلاء على المدينة من قبل إمبراطورية سونغاي، الطوارق حسبما ورد ذهبوا إلى تمبكتو لتعلم تقنيات البناء، وعندما عادوا بنوا مسجد أغاديس الرائع.
تم ترميم المسجد وإعادة بنائه جزئيا في 1844، الآن هيكل المسجد هو المعلم المهيمن في هذه المدينة الصحراوية، فقوافل التجارة تقترب منه لترى هذه التحفة المعمارية، يقدم المسجد نفسه في مدينة أغاديس على شكل برج طويل القامة كما برج مراقبة، وقد كانت مدينة أغاديس محصنة في الماضي، وكان المسجد يقف مع المدينة ضد الحصار، المسجد الآن هو هو رمز لمدينة أغاديس وبطريقة أخرى هو رمزا الشمال كله في النيجر.

## وصلات خارجية
- البوم صور موقع مسجد أغاديس